# Kopla dužeg metra
Kopla dužeg metra  (šp. copla de arte mayor), u španskoj poeziji, predstavlja strofu od osam stihova dužih od osam slogova (šp. versos de arte mayor). Rima je konsonantska, sa dve ili tri različite rime raspoređene u dva katrena ukrštene ili obgrljene rime pri čemu četvrti i peti stih imaju istu rimu i povezuju prvi i drugi katren.
Naziva se još i kopla Huana de Mene (šp. copla de Juan de Mena) po pesniku Huanu de Meni, autoru dela  Laberinto de fortuna koje je napisano u ovoj formi. 
Ova strofa je poreklom iz provansalske pesničke tradicije, a zatim preko galisijsko-portugalske poezije dospeva i u špansku poeziju.
Najviše je prisutna tokom XV veka i prve polovine XVI veka. Koriste je predrenesansni španski pesnici koji su pripadali alegorijsko-danteovskoj školi, kao što su Fransisko Imperijal, Huan de Mena, Pedro Lopes de Ajala i don Injigo Lopes de Mendosa, markiz od Santiljane.
Njena metrička šema je najčešće ABBAACCA, ređe ABABBCCB ili ABBAACAC, sa stihovima od dvanaest slogova (dvanaestercima) podeljenim na dva polustiha od 6 slogova.

{{citat|
-{Como el ferido de aquella saeta		
que trae consigo la cruel engorra,		
mientras más tira, por bien que l'acorra,		
más el retorno lo fiere e aprieta,		
así mi persona estava subjecta:		
quando pugnava por descabollirme		
mi priessa e la de otros me tiene más firme,		
non governándome de arte discreta.}-|Huan de Mena}}